# Episema umbrosa
Episema umbrosa là một loài bướm đêm trong họ Noctuidae.